# Норенко Андрій Петрович
Андрі́й Петро́вич Норе́нко (1980—2014) — солдат Збройних сил України, учасник російсько-української війни.

## З життєпису
Народився 1980 року в селі Ярославка (Бобровицький район Чернігівської області; за іншими даними — у місті Дніпропетровську).
Закінчив 9 класів Розсошинської ЗОШ (Полтавський район Полтавської області), у Дніпропетровському ПТУ № 58 здобув фах кухаря. Разом з сім'єю переїздить у село Ярославка Бобровицького району Чернігівської області (батьківщина мами). Працював на теплоході в Херсоні, згодом — на підприємствах Дніпропетровська. Останнім часом — слюсар ПАТ «Київенерго».
19 березня 2014 року мобілізований до лав ЗСУ. Солдат, гранатометник механізованого батальйону 1-ї окремої танкової бригади.
5 вересня 2014-го близько 13 години взвод молодшого лейтенанта 3-го БТРо Калиновського Павла Олександровича кількістю 25 військовиків, та кілька вояків 1-ї танкової бригади, серед яких був Дмитро Власенко, поблизу села Шишкове після 2-годинного бою (висота 180.9, блокпост «Щогла») близько 16-ї здійснив відхід у західному напрямку, втративши всю техніку, зведений підрозділ ЗСУ почав відходити в західному напрямку, щоб уникнути оточення. Зведений підрозділ ЗСУ в своєму складі налічував: взвод 3-го БТрО — 25 військовослужбовців, командир — молодший лейтенант Калиновський Павло Олександрович; підрозділ 1-ї ОТБр — 18 військовослужбовців, командир — майор Степанченко Дмитро Андрійович та 4 військовослужбовців 22-го БТрО, командир розвідроти — старший лейтенант Фартушний Костянтин Миколайович. Павло Калиновський разом з важко пораненим у стегно Андрієм Малашняком та ще трьома бійцями свого взводу і трьома військовослужбовцями 1-ї окремої танкової бригади увечері біля Крутої Гори потрапив у засідку. Після стрілянини опинилися в полоні, полонили й військовиків 3-го БТРо Павла Калиновського, Олега Петрака, Михайла Кузьмина та Мирослава Литвина. З 1-ї отбр потрапили в полон Павло Калиновський, Дмитро Власенко, та Андрій Норенко, який, замикаючи колону, виводив важкопораненого Малашняка А. В. — у проміжку між 19 та 20 годинами між селами Крута Гора та Раївка. Члени незаконного збройного формування відкрили вогонь, вимагаючи військовослужбовців скласти зброю. Оскільки один із них мав важке поранення — бійцям довелося здатися в полон. Свідки з розмов між членами незаконного збройного формування зрозуміли, що на голови полонених натягнули пакети та відвели на так звану «Дамбу». Згодом КамАЗ від'їхав з місця інциденту. 6 вересня, повернувшись на місце події, військовослужбовці не знайшли товаришів та припустили, що тих забрали в полон живими.
4 червня 2015 року в місці масового поховання, приблизно за 500 метрів на схід від села Крута Гора, дорогою, яка веде до Раївки, знайдено чотири невпізнаних тіла. За результатами молекулярно-генетичної експертизи ідентифіковані Павло Калиновський, Дмитро Власенко та Андрій Малашняк. У ході проведення розслідування стали відомі факти, на підставі яких можна стверджувати, що четвертим було тіло Андрія Норенка, і їх спочатку взяли в полон, а згодом розстріляли.
Похований у місті Дніпро, Краснопільське кладовище, ділянка № 79.
Без Андрія лишилися мама і син.

## Нагороди та вшанування
- Указом Президента України № 98/2018 від 6 квітня 2018 року за «значні особисті заслуги у захисті державного суверенітету та територіальної цілісності України, громадянську мужність, самовідданість у відстоюванні конституційних засад демократії, прав і свобод людини, вагомий внесок у культурно-освітній розвиток держави, активну волонтерську діяльність» нагороджений орденом «За мужність» III ступеня (посмертно)[1]
- Медаль «За жертовність і любов до України» (грудень 2020; посмертно)[2]
- Вшановується в меморіальному комплексі «Зала пам'яті», в щоденному ранковому церемоніалі 5 вересня[3]